# Eusmilia
Genre
Eusmilia est un genre de coraux durs de la famille des Meandrinidae ou de la famille des Caryophylliidae.

## Caractéristiques

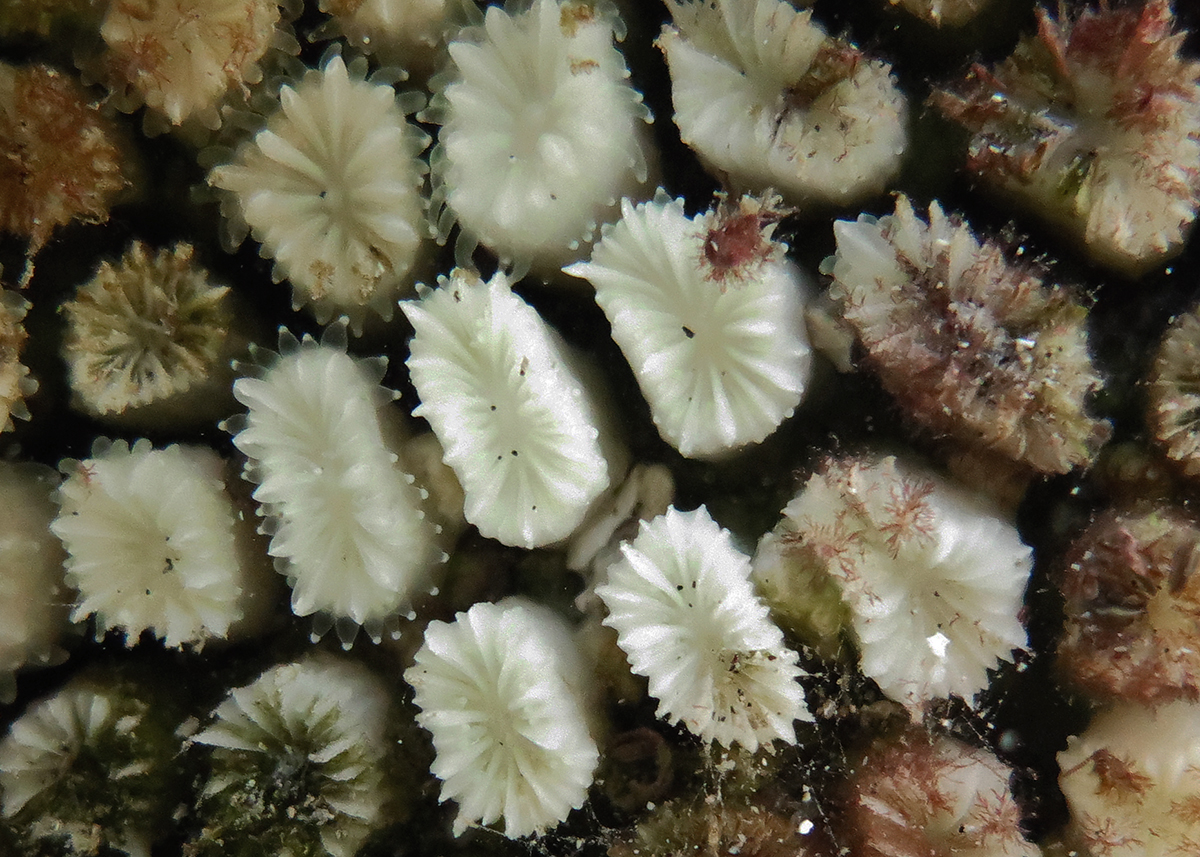
Eusmilia fastigiata à la Réunion.

## Liste d'espèces
Selon ITIS (18 décembre 2015) et World Register of Marine Species (18 décembre 2015), le genre Eusmilia comprend l'espèce suivante :
- Eusmilia fastigiata Pallas, 1766